# Александар Шишков
Александар Шишков (Москва, 20. март 1754 — Санкт Петербург, 21. април 1841) био је руски писац, лингвиста, књижевни критичар, адмирал и државник.
Уводи нови правац у руску књижевност — архаизам. Био је други државни секретар Руске империје (1812—1814), када је заменио свог личног политичког противника — Михаила Сперанског.
Аутор је манифеста руском народу за тоталну борбу против Наполеона и Велике армије. Био је водећи конзервативни заговорник тоталне обнове, свргавања Наполеона и уклањања последица француске револуције. Оснивач је славенофилства.
Година 1770-их, Шишков се више пута пробијао по Балкану, вршећи тајне мисије и преносећи преписке у Напуљско краљевство и из њега.
Био је министар народног просвећења Русије (1824—1828) и последњи и доживотни председник Руске академије (1813—1841) из времена меморијалне битке народа. У време када је био председник Руске академије, њени чланови постали су Јозеф Добровски, Александар Пушкин, Атанасије Стојковић (1828. године). Атанасије Стојковић, на његов предлог, постаје члан Академије, углавном због доприноса превођењу Новог завета на славеносрпски. Када је реч о реформистичким тежњама Вука Караџића за „народним преводом” (1819. године), Шишков је изрекао кључну реченицу: „Језик позоришта не може бити Исусов језик и свето писмо.”
Умешан је у суђење декабристима које проналази за људе који су заведени.
Конзервативни Шишков остаје у светској историји с чињеницом да га, након што Александар I Павлович не успе у преговорима са Наполеоном, позове да напише проглас руском народу речима: „Ваша част је Адмирал.” У историји Србије остаје да је као министар за национално образовање и академију логистички успоставио оснивање Матице српске (1826. године).